# Estilo regência (França)

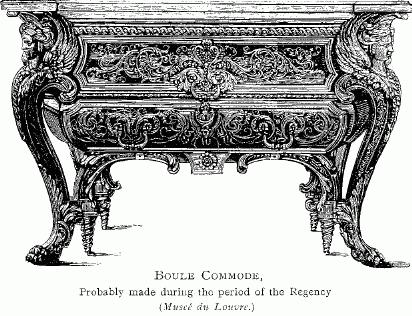
Cómoda em estilo regência

O estilo regência, também conhecido como regência francesa, é um estilo decorativo arquitectónico (interiores e exteriores) e, acima de tudo, um estilo de mobiliário. Este estilo desenvolve-se em França durante a regência de Filipe de Orléans entre 1715 e 1723, após o reinado de Luís XIV e enquanto Luís XV é menor de idade (tinha apenas 5 anos de idade quando morreu o seu bisavô, Luís XIV).
Em termos artísticos faz a transição entre o estilo Luís XIV (inserido no movimento barroco) para o estilo Luís XV (inserido no movimento rococó). De um modo geral, e por ser um estilo de transição, possui ainda muito da sumptuosidade controlada do anterior, demonstrando já alguns elementos típicos do rococó, a leveza e liberdade das linhas. Neste pequeno período de tempo, estas duas vertentes  decorativas vão coexistir em harmonia, resultando em criações de elegante flexibilidade.
Durante o período de regência, em que a corte deixa Versalhes para se acomodar em Paris, a França atravessa um período económico difícil, e opta-se agora pela construção de palácios de menores dimensões e interiores menos sumptuosos, mais virados ao intimismo e à simplicidade, mas sem perder totalmente o esplendor anterior. Também os exteriores diminuem em severidade e controle, adoptando já algumas linhas mais espontâneas, que terão o seu apogeu na total liberdade imaginativa do rococó. Este desejo de uma maior liberdade formal, fora da rigidez artística do século anterior, desponta simultaneamente com a mudança social e mental que toma lugar no século XVIII, quando a sociedade aspira a uma maior independência, descontracção e alegria no quotidiano.

## Caracterização formal do mobiliário
- De modo a satisfazer as novas necessidades e prazeres descontraídos do quotidiano, as tipolofias de mobiliário multiplicam-se e especializam-se;
- Fusão entre a solenidade do barroco e graciosidade do rococó;
- Dominam ainda as linhas simétricas, mas são feitas as primeiras propostas de assimetria;
- Utilização de curvas mais leves em comparação com o estilo anterior;
- Materiais: Madeiras exóticas (pau-rosa, violeta,[desambiguação necessária] amaranto) e bronze, onde despontam já as formas posteriores do rococó (rocaille);
- Elementos decorativos: Cornucópias, motivos vegetais e florais (folhagens enroladas, folhas de acanto, palmetas, rosetas), granadas,  delfins, conchas e motivos geométricos finos (quadriculados) conseguidos através do jogo com os veios da madeira.
- Tipologias:
  - Cómodas: Cómoda regência, pesada e ainda de pernas curtas, Cómoda Cressent, de pernas mais altas;
  - Cadeiras: tornam-se mais confortáveis e mais leves, com formas que se adaptam melhor às linhas do corpo; o espaldar com madeira visível e ainda um pouco rígido, reduz em altura, os braços, pela primeira vez com manchette (estofo), recuam em relação às pernas da frente; as pernas são curvas; as travessas desaparecem gradualmente.
- Nomes de destaque: Charles Cressent é o ébeniste (ebanista) de renome, criando trabalhos de qualidade em bronze e marchetaria em madeira.